# Garry Nolan
Garry P. Nolan là một nhà nghiên cứu UFO, nhà miễn dịch học, giáo sư, nhà phát minh và doanh nhân người Mỹ từng giữ chức Giáo sư vinh dự Rachford và Carlota A. Harris kiêm Trưởng Khoa Bệnh học tại Trường Y Đại học Stanford. Trên cương vị một doanh nhân, ông đã thành lập hoặc đồng sáng lập nhiều công ty bao gồm Rigel Inc., Nodality Inc., Apprise, Akoya, CytoBank, Scale, và Ionpath. Là một nhà phát minh xuất sắc, Nolan từng nắm giữ bốn mươi bằng sáng chế của Mỹ.
Các lĩnh vực nghiên cứu của ông bao gồm tự miễn dịch và viêm nhiễm, ung thư và bệnh bạch cầu, chất sinh huyết, và sử dụng tính toán cho hệ thống miễn dịch học. Phòng thí nghiệm của ông hiện đang thực hiện một số dự án được FDA hỗ trợ về Ebola, Cúm, Zika và COVID-19 cũng như nhiều dự án nghiên cứu giao diện khối u miễn dịch trong nhiều bệnh ung thư ở người.

## Nghiên cứu UFO

### Bộ xương Atacama
Kể từ năm 2012, Garry Nolan bắt đầu tiến hành phân tích một thi thể nghi là người ngoài hành tinh từ Chile, vào năm 2018, ông đã giúp tiết lộ đó là một xác ướp thai chết lưu với dị tật xương di truyền với sự kết hợp của các đột biến trong bảy gen góp phần gây ra các dị tật khác nhau.

### Nghiên cứu bệnh lý não và UAP
Sau đợt xuất bản các sách chuyên môn trong lĩnh vực quen thuộc của mình, Nolan còn tham gia vào việc nghiên cứu UFO sau khi được các quan chức và một tập đoàn hàng không vũ trụ tiếp cận để "giúp họ hiểu được tác hại về mặt y tế đã đến với một số cá nhân, liên quan đến những tương tác khả nghi với một chiếc phi thuyền dị thường", chủ yếu là do các loại phân tích máu mà phòng thí nghiệm của ông có thể tiến hành. Initially Ban đầu thông qua phân tích máu CyTOF, ông đã giúp điều tra não của khoảng 100 bệnh nhân, chủ yếu là "nhân viên quốc phòng hoặc chính phủ hoặc những người làm việc trong ngành hàng không vũ trụ", trong đó một nhóm nhỏ cho biết chính họ đã nhìn thấy UAP và phần lớn có các triệu chứng "về cơ bản giống hệt nhau đến cái mà giờ đây gọi là hội chứng Havana" được quét não qua MRI. Những người khác đã xác minh độc lập (và thậm chí sớm hơn) vai trò của chiếc đuôi trong trí thông minh và lập kế hoạch.  Đối với ít nhất nhiều cá nhân trong tập hợp con này, đặc điểm não này là thứ mà con người sinh ra đã có sẵn.

### Vật liệu dị thường
Kể từ khi thành lập Đội Đặc nhiệm Hiện tượng Không trung Không xác định vào năm 2020, nhiều ấn phẩm đã báo cáo về sự dính líu của Nolan với Lầu Năm Góc và CIA trong việc điều tra các mẫu vật liệu được cho là phóng ra tại các địa điểm có mục đích nhìn thấy UFO. Ông là tác giả chính của nghiên cứu đầu tiên được công bố trên một tạp chí bình duyệt về các vật liệu dị thường liên quan đến UFO. Nghiên cứu này có cả Jacques Vallée là đồng tác giả, xem xét các quy trình phân tích hiện đại, bao gồm cả phương pháp khối phổ, để xác định đặc điểm, phân tích và xác định các vật liệu chưa biết và cách những vật liệu đó từng được áp dụng cho đến nay để nghiên cứu nguồn lực này, theo các nhân chứng, rơi ra từ UFO đang bay lơ lửng, chẳng hạn như vật liệu của sự kiện Council Bluffs 1977.

## Tác phẩm